# Silk Air
Silk Air fue una aerolínea de Singapur, filial de Singapore Airlines, y opero a destinos de Oriente Lejano, a fines de enero de 2021 se fusionó con Singapore Airlines.
El 1 de diciembre de 2013, Singapore Airlnes anunció que la flota de SilkAir se sometería a una importante actualización de productos de cabina a partir de 2020 antes de fusionarse por completo con la empresa matriz. 
Como parte de la fusión, el sitio web de SilkAir dejó de funcionar y se fusionó con el sitio web de Singapore Airlines el 31 de marzo de 2012, finalmente la fusion  con Singapore Airlines se completó a finales de enero de 2018.

## Destinos

### Nuevos destinos
Cairns, Australia (desde el 30 de mayo de 2015)

### Acuerdos de código compartido
SilkAir tiene acuerdos de código compartido con las siguientes aerolíneas:
- Garuda Indonesia
- Malaysia Airlines
- Singapore Airlines (compañía matriz)
- Bangkok Airways

## Flota Histórica

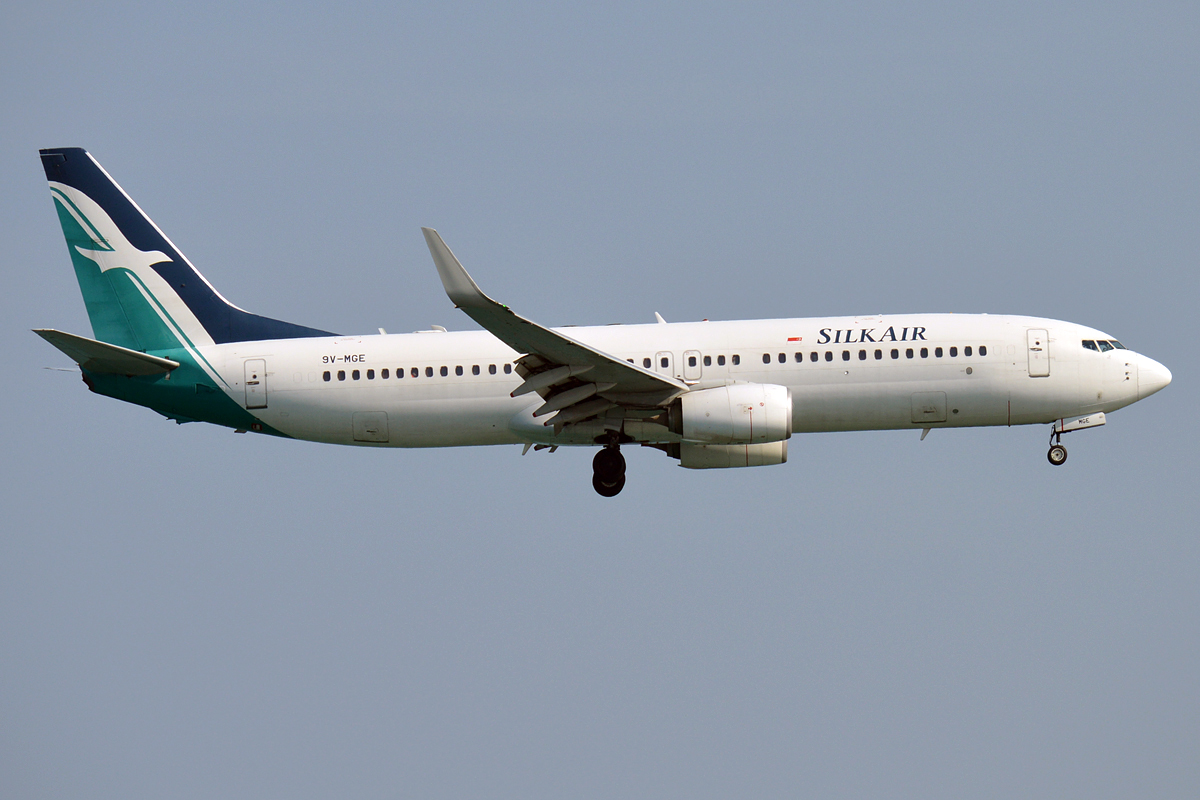
Boeing 737-800 de Silk Air

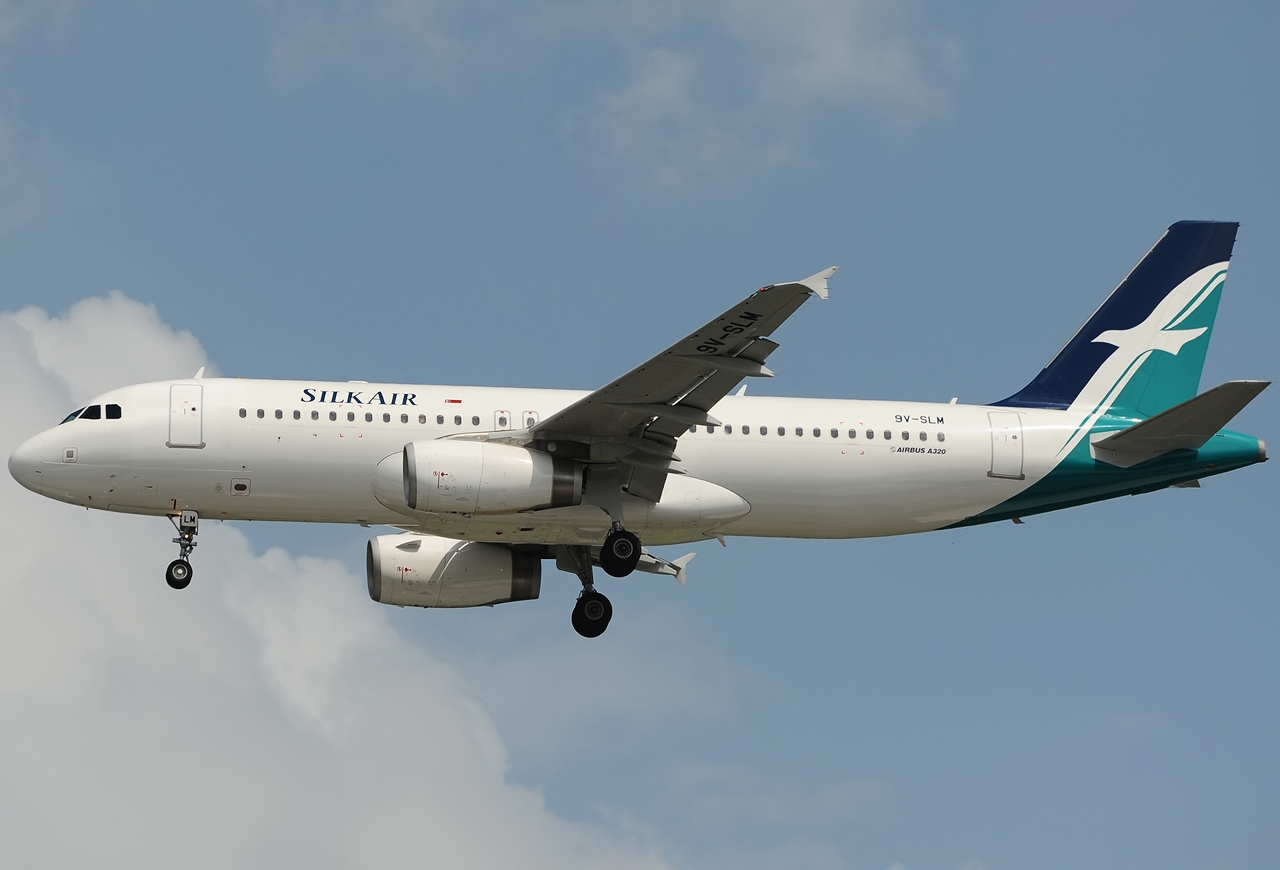
Airbus A320-200 de Silk Air

La flota de Silk Air estaba compuesta por las siguientes aeronaves: